# Stefan Mieszkowic
Stefan Mieszkowic (ur. ok. 1150, zm. między 18 października 1166 a 1177) – drugi syn Mieszka III Starego i jego pierwszej żony Elżbiety, królewny węgierskiej.
Brał udział w międzydzielnicowym zjeździe w Jędrzejowie, gdzie świadkował m.in. na dokumentach wydanych dla miejscowego klasztoru cystersów. Dokumenty to zostały wystawione między 18 października 1166 a 1168 rokiem. Było to ostatnie znane wystąpienie Stefana.
Nigdy się nie ożenił i zmarł bezpotomnie. Nie jest znane miejsce jego pochówku.

## Genealogia
| Bolesław III Krzywousty ur. 20 VIII 1086 zm. 28 X 1138 | Bolesław III Krzywousty ur. 20 VIII 1086 zm. 28 X 1138 |                                                               |                                                               | Salomea z Bergu ur. zap. 1099 zm. 27 VII 1144 | Salomea z Bergu ur. zap. 1099 zm. 27 VII 1144 |  |  | Almos ur. ok. 1075, zm. 1127 lub Stefan II ur. ok. 1101, zm. 1 III 1131 | Almos ur. ok. 1075, zm. 1127 lub Stefan II ur. ok. 1101, zm. 1 III 1131 |                                                             |                                                             | Przedsława ur. ?, zm. ? lub Adelajda ur. ?, zm. ? | Przedsława ur. ?, zm. ? lub Adelajda ur. ?, zm. ? |
|                                                        |                                                        |                                                               |                                                               |                                               |                                               |  |  |                                                                         |                                                                         |                                                             |                                                             |                                                   |                                                   |
|                                                        |                                                        |                                                               |                                                               |                                               |                                               |  |  |                                                                         |                                                                         |                                                             |                                                             |                                                   |                                                   |
|                                                        |                                                        | Mieszko III Stary ur. w okr. 1122–1125 zm. 13 lub 14 III 1202 | Mieszko III Stary ur. w okr. 1122–1125 zm. 13 lub 14 III 1202 |                                               |                                               |  |  |                                                                         |                                                                         | Elżbieta węgierska ur. ok. 1128 zm. 21 VII w okr. 1150–1154 | Elżbieta węgierska ur. ok. 1128 zm. 21 VII w okr. 1150–1154 |                                                   |                                                   |
|                                                        |                                                        |                                                               |                                                               |                                               |                                               |  |  |                                                                         |                                                                         |                                                             |                                                             |                                                   |                                                   |
|                                                        |                                                        |                                                               |                                                               |                                               |                                               |  |  |                                                                         |                                                                         |                                                             |                                                             |                                                   |                                                   |
|                                                        |                                                        |                                                               |                                                               |                                               |                                               |  |  |                                                                         |                                                                         |                                                             |                                                             |                                                   |                                                   |

|  |  |  |  | Stefan Mieszkowic (ur. ok. 1150, zm. w okr. 18 X 1166–1177 ) |